# Pholcus quinquenotatus
Pholcus quinquenotatus là một loài nhện trong họ Pholcidae. Loài này được phát hiện ở Sri Lanka và Ambon.